# プッシュプル列車

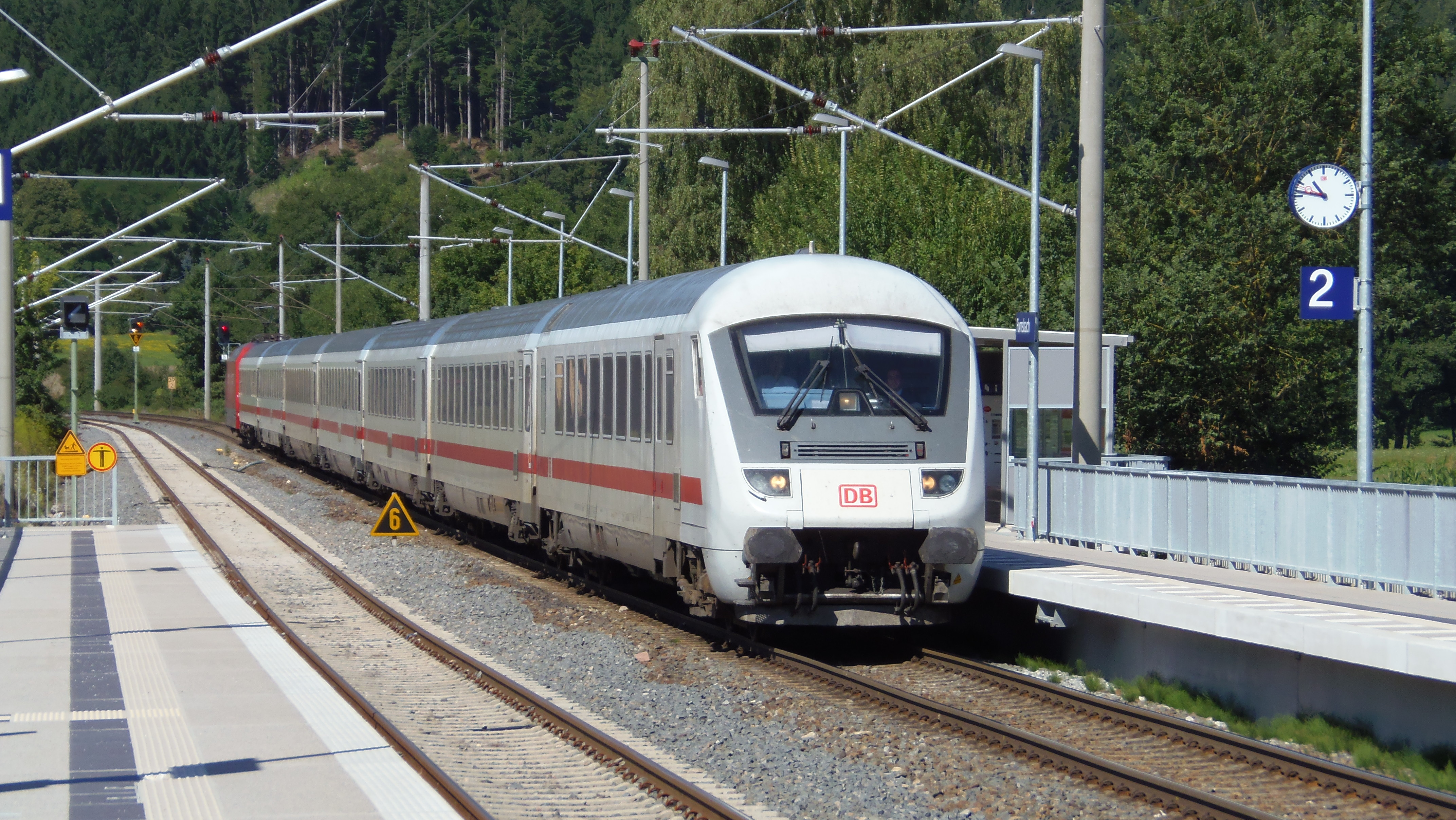
一端を動力車（写真奥の電気機関車）、もう一端を制御車（手前）とした編成
（DBのインターシティ）

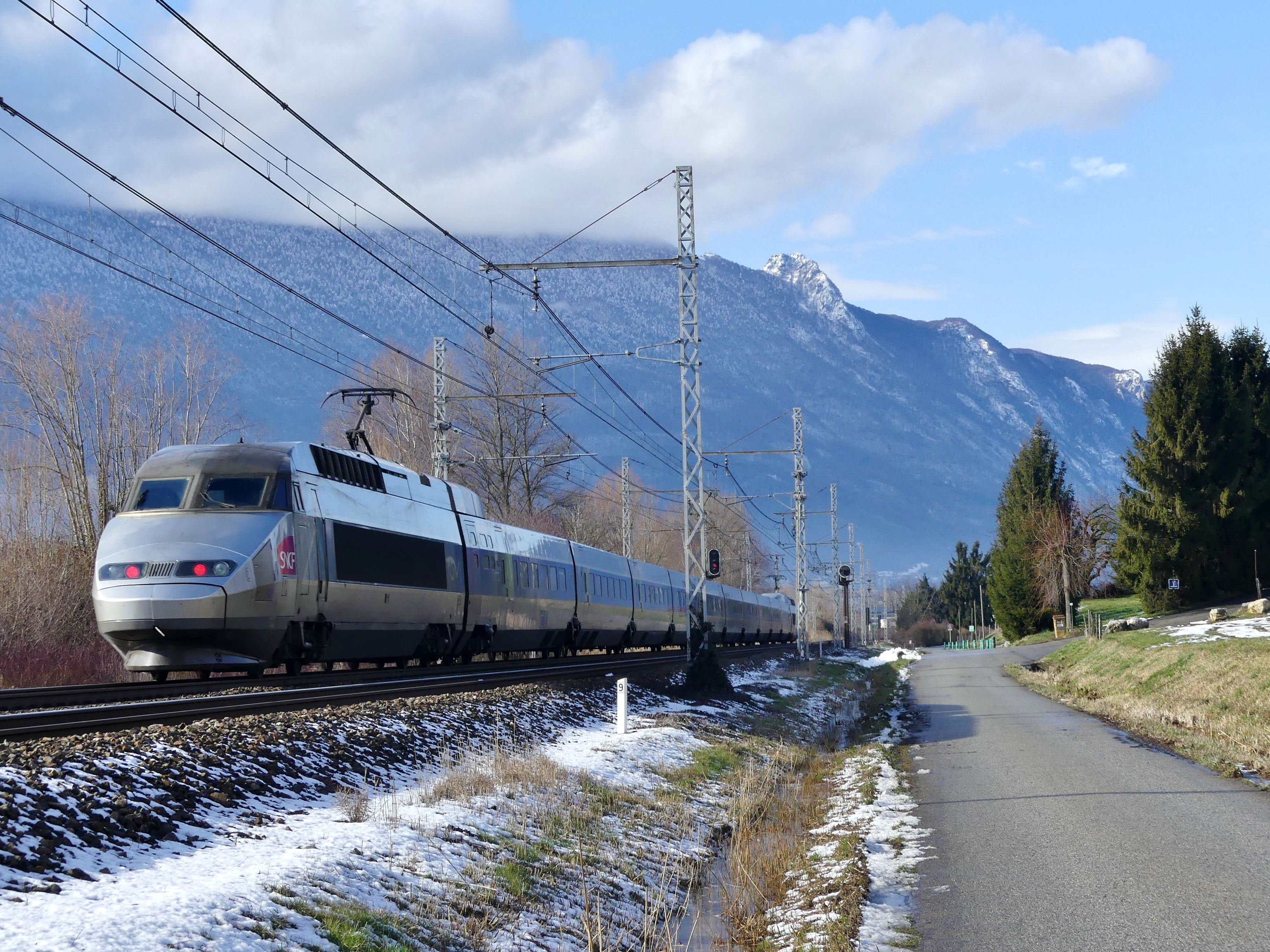
両端を動力車とした準動力集中方式の編成
（SNCFのTGV Atlantique）

プッシュプル列車（プッシュプルれっしゃ）は、鉄道の動力集中方式において、編成の一端に機関車、他端に無動力の制御車を配し、機関車を付け替えることなく、前後双方向に同じ速度での走行を可能とした列車である。
これにより機関車交換や機回しを解消し、折り返し時間が短縮できる利点がある。ドイツ語圏ではこの形態を「ヴェンデツーク」 (Wendezug) 、フランス語では「レヴェルシビリテ」（Réversibilité）と呼ぶ。
編成の一端を無動力の制御車としたもの、両端を制御車として機関車または運転台の無い動力車を中間に挟んだもの、両端を機関車または運転台のある動力車としたものがある。制御車を先頭に運転する際は、機関車・動力車を遠隔制御して推進する形となる。
この形態は高速鉄道にも引き継がれており、両端を動力車とする準動力集中方式がTGV、ICE 1、アセラ・エクスプレスで、片側を制御車とした方式がICE 2、SJ2000でそれぞれ採用されている。

## 各国の事例

### 日本

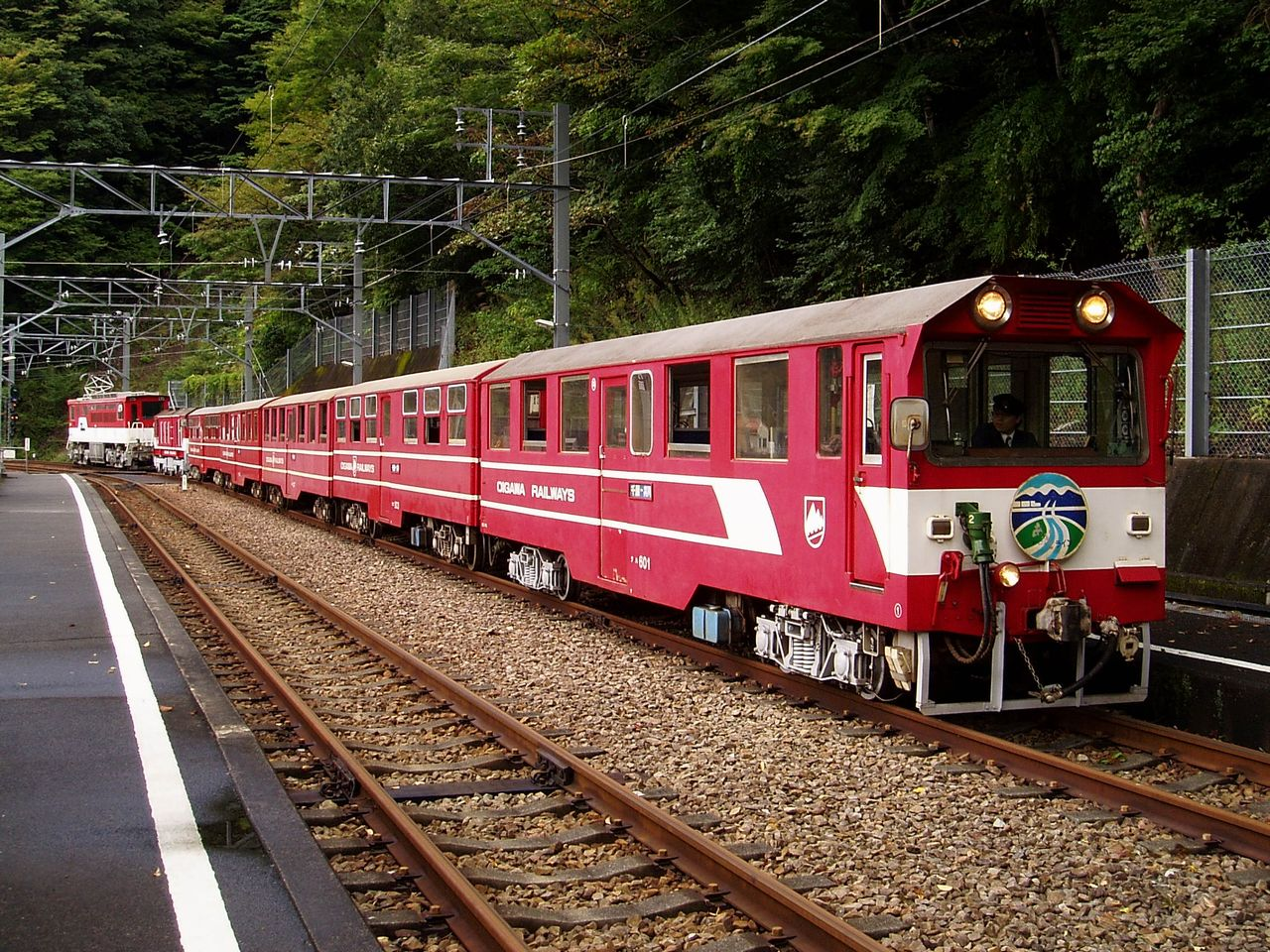
大井川鐵道井川線
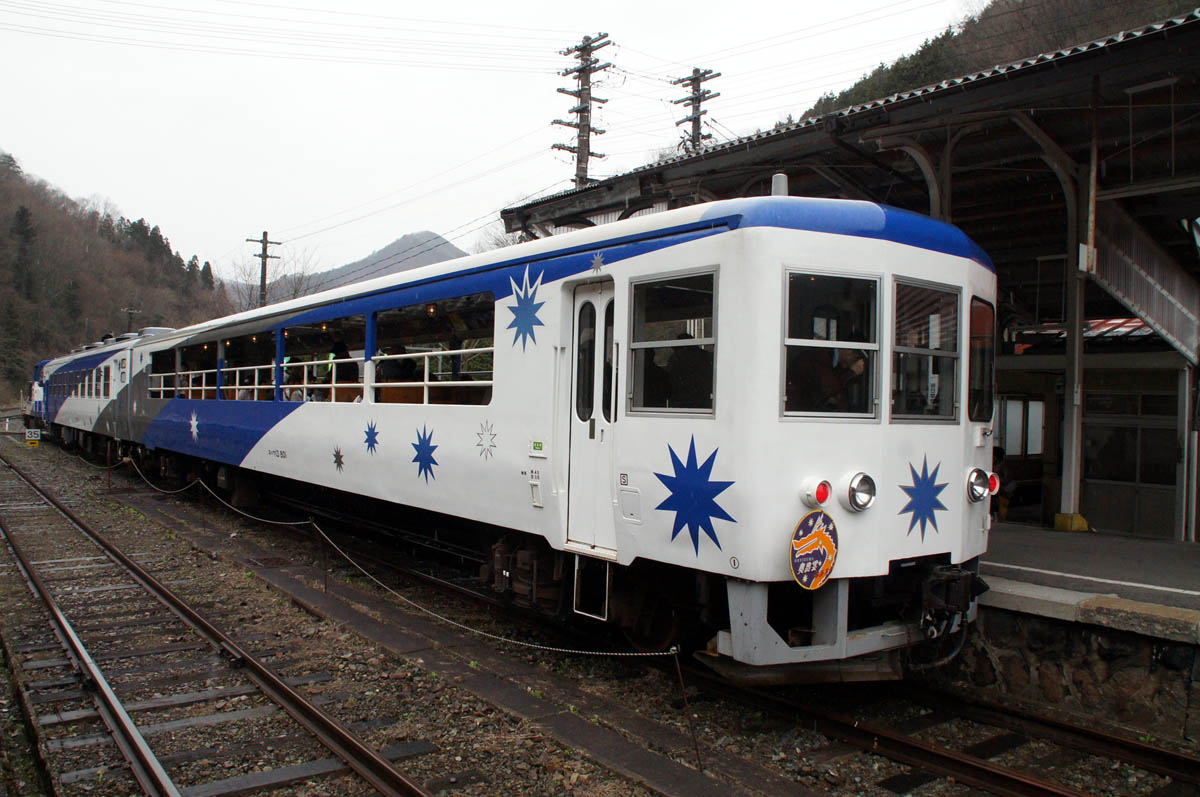
奥出雲おろち号
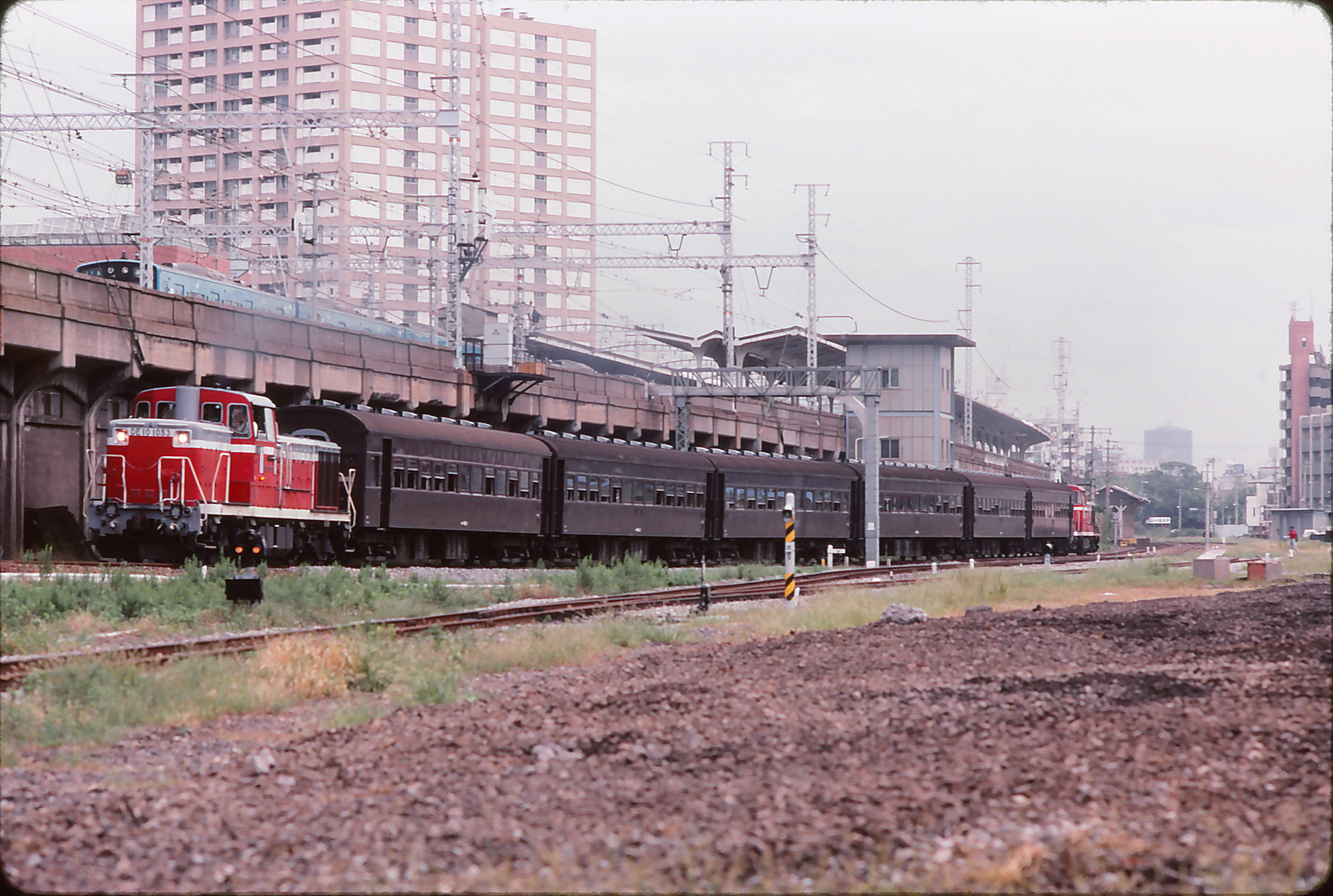
和田岬線
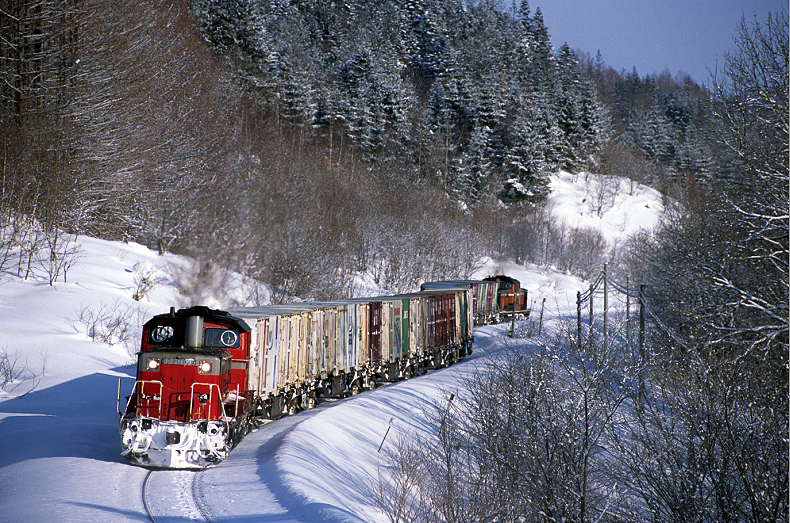
石北線の貨物列車 編成の前後に機関車が連結されているが、プッシュプル列車ではない。
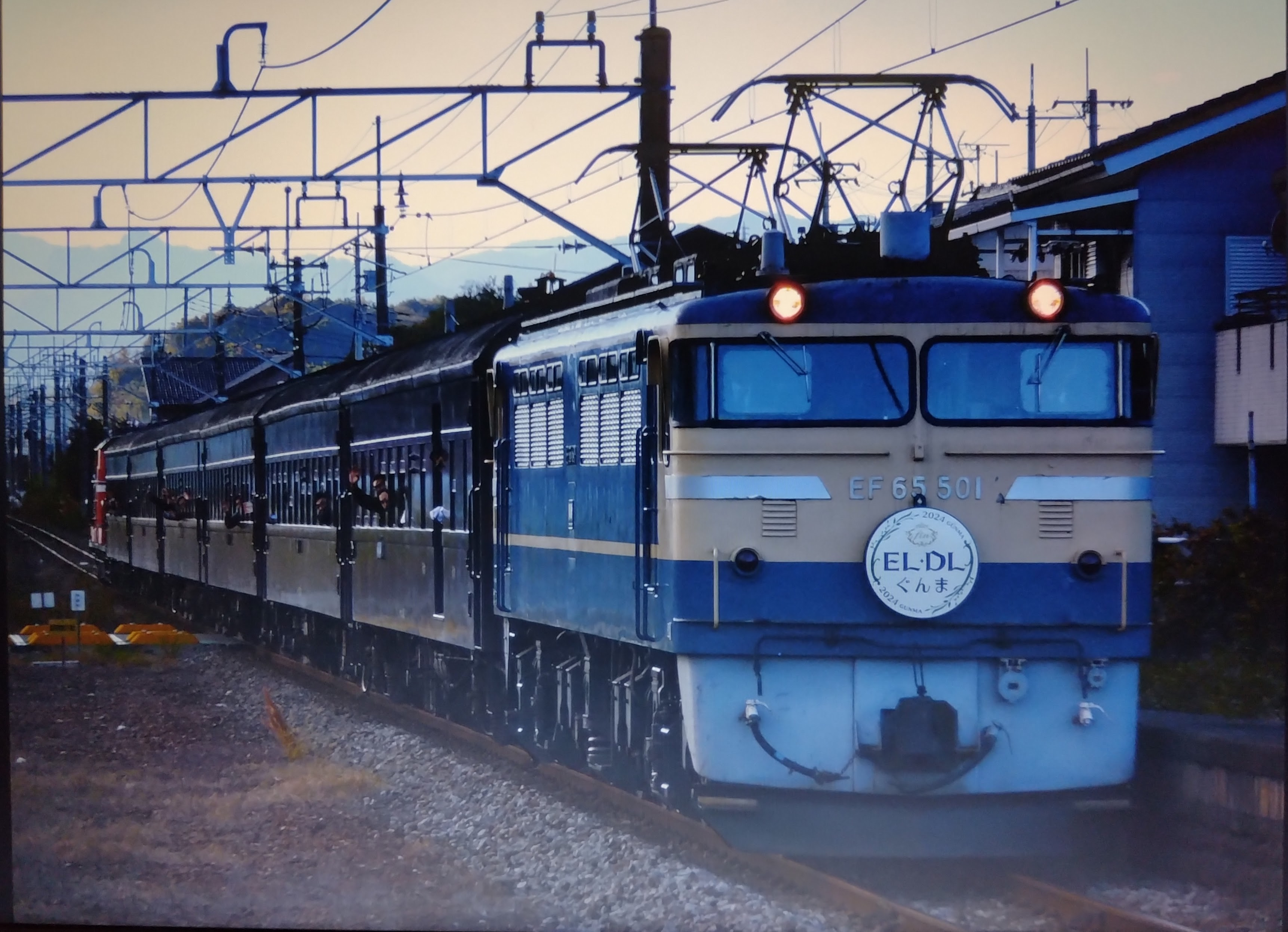
プッシュプルで運行されていたELぐんま1fin。後ろにDD51がついている。

大井川鐵道井川線では、1990年のアプト式区間開業時より全列車が機関車と制御客車によるプッシュプル運転を行っている。日本では観光列車で比較的広く見られ、嵯峨野観光鉄道嵯峨野観光線、JR北海道のノロッコ号、JR西日本の奥出雲おろち号がこの方式を採用している。また、和田岬線では1991年まで運行されていた客車列車でプッシュプル運転によるピストン輸送が行われていた。
両端に動力車を組成するプッシュプル列車の例として、石北線の貨物列車が上がることもある。だが、この事例において二両の機関車は本務機と後補機の関係であり、機関士（運転士）もそれぞれの機関車に一人ずつ乗務しており、遠隔操作や総括制御を用いることなく、双方の機関士（運転士）がそれぞれの機関車を操縦している。このため、本来の意味のプッシュプル方式には当たらない。同線でこのような運転方法がとられている理由は、急勾配と急曲線が連続する北見峠と常紋峠で重連運転に比べ空転に対処しやすく、さらに遠軽駅で列車の進行方向が逆になる際の機回しが省略できることによる。同様に急こう配対策として編成の前後を本務機と後補機で挟む事例は、東海道線吹田貨物ターミナル駅 - 桜島線安治川口駅間と山陽線八本松駅 - 瀬野駅間（セノハチ）で存在し、他にかつての信越線横川駅 - 軽井沢駅間（横軽）でも見られた。また、群馬県内の信越線で定期的に運転されている客車の旅を楽しむ列車と令和2年7月豪雨の影響で暫定的に鹿児島線での運行となっているSL人吉も、折返し駅の横川や鳥栖に転車台と機回し線がないため、同様の運転方法をとっている。

### 日本国外

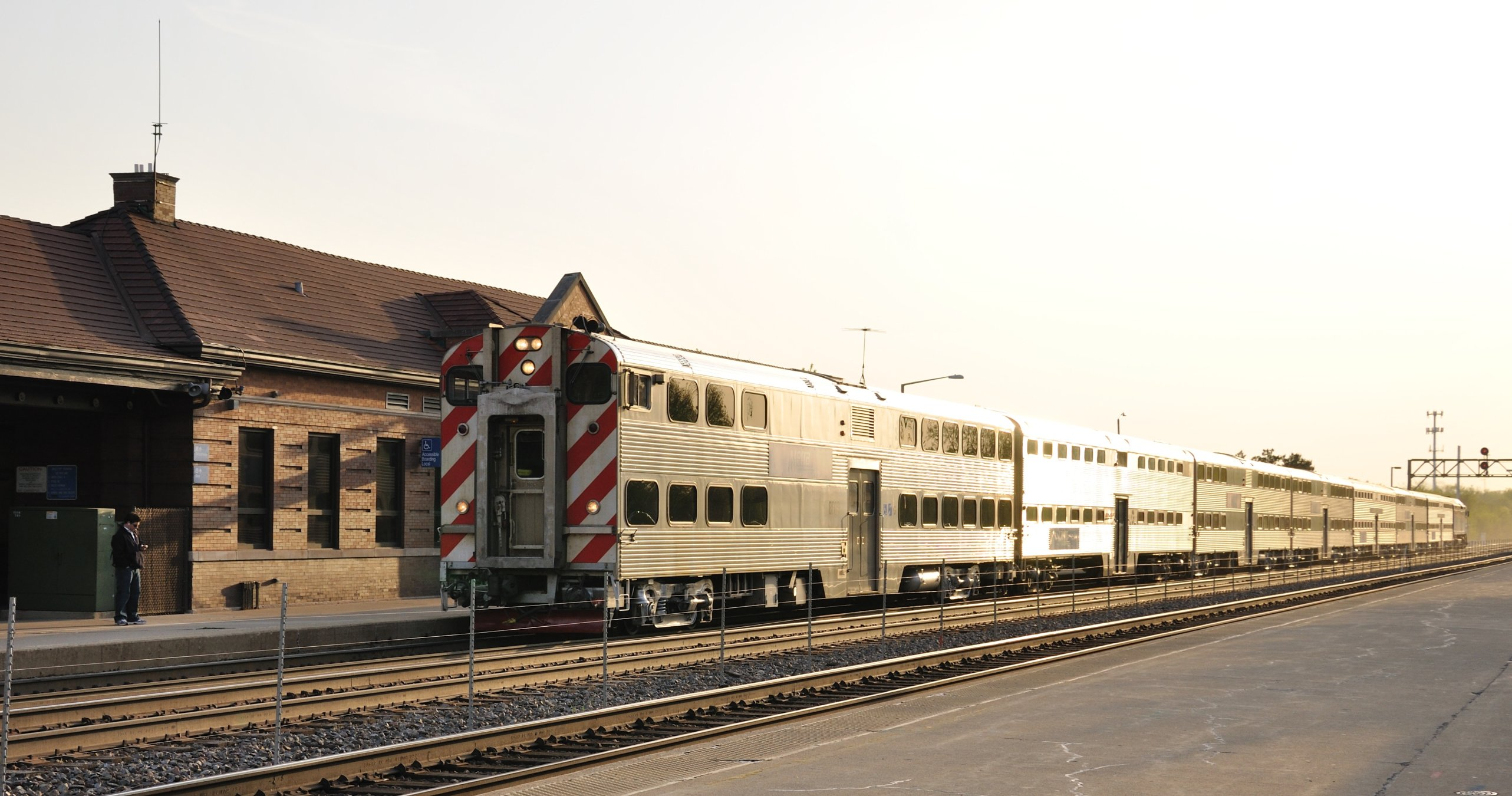
メトラ（アメリカ合衆国）
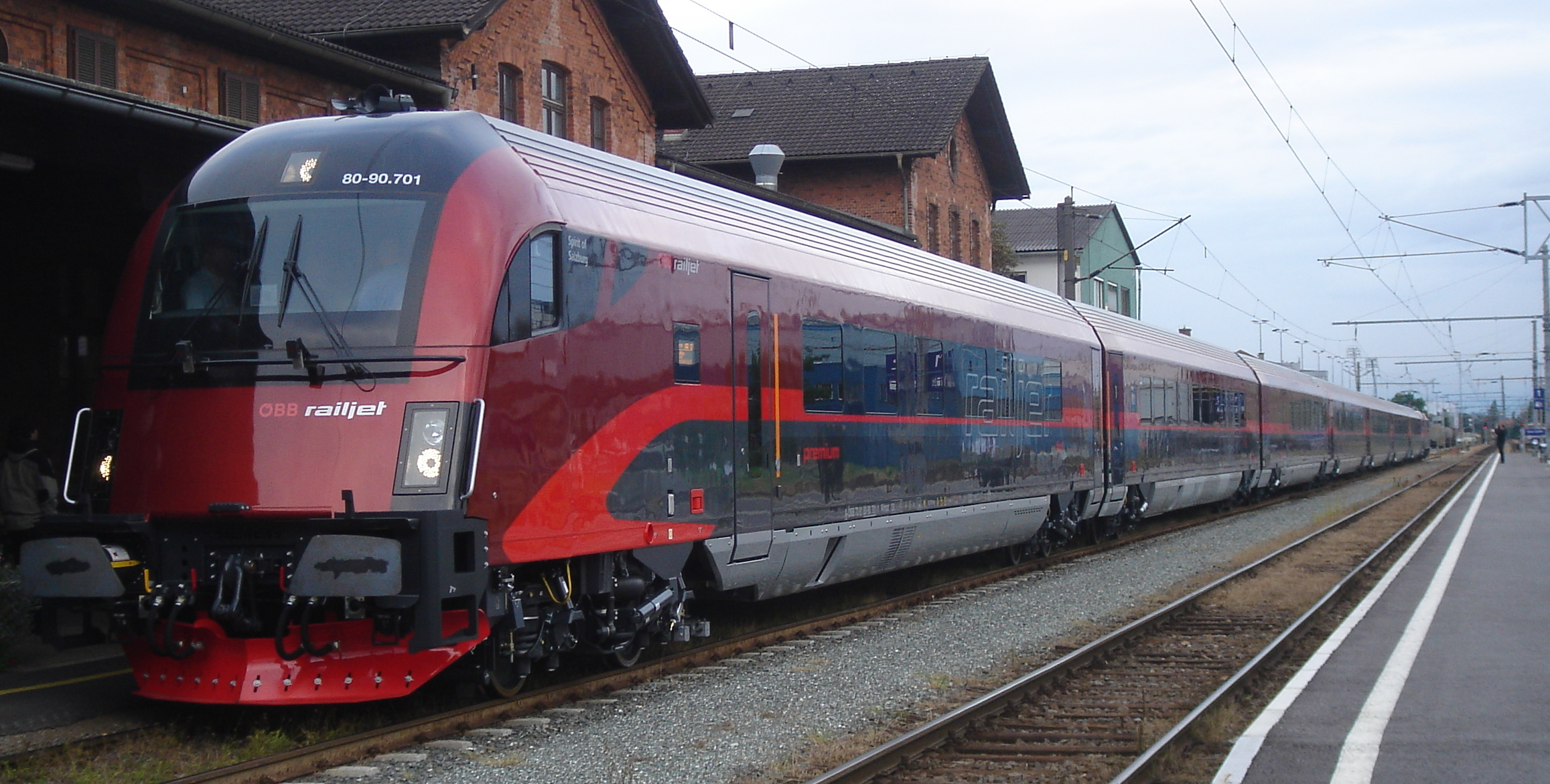
レイルジェット（オーストリア）
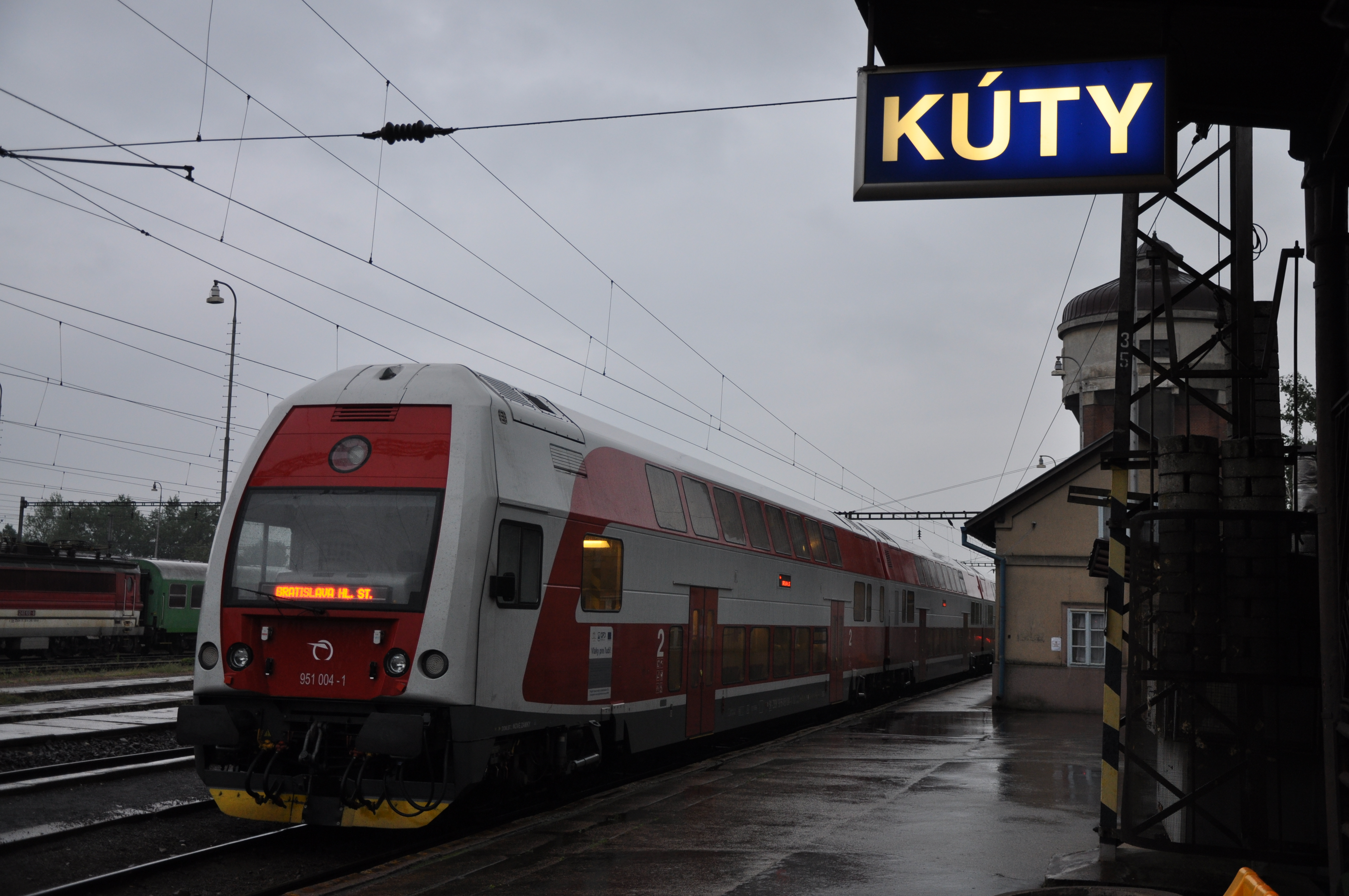
ZSSK 951系電車（スロバキア）
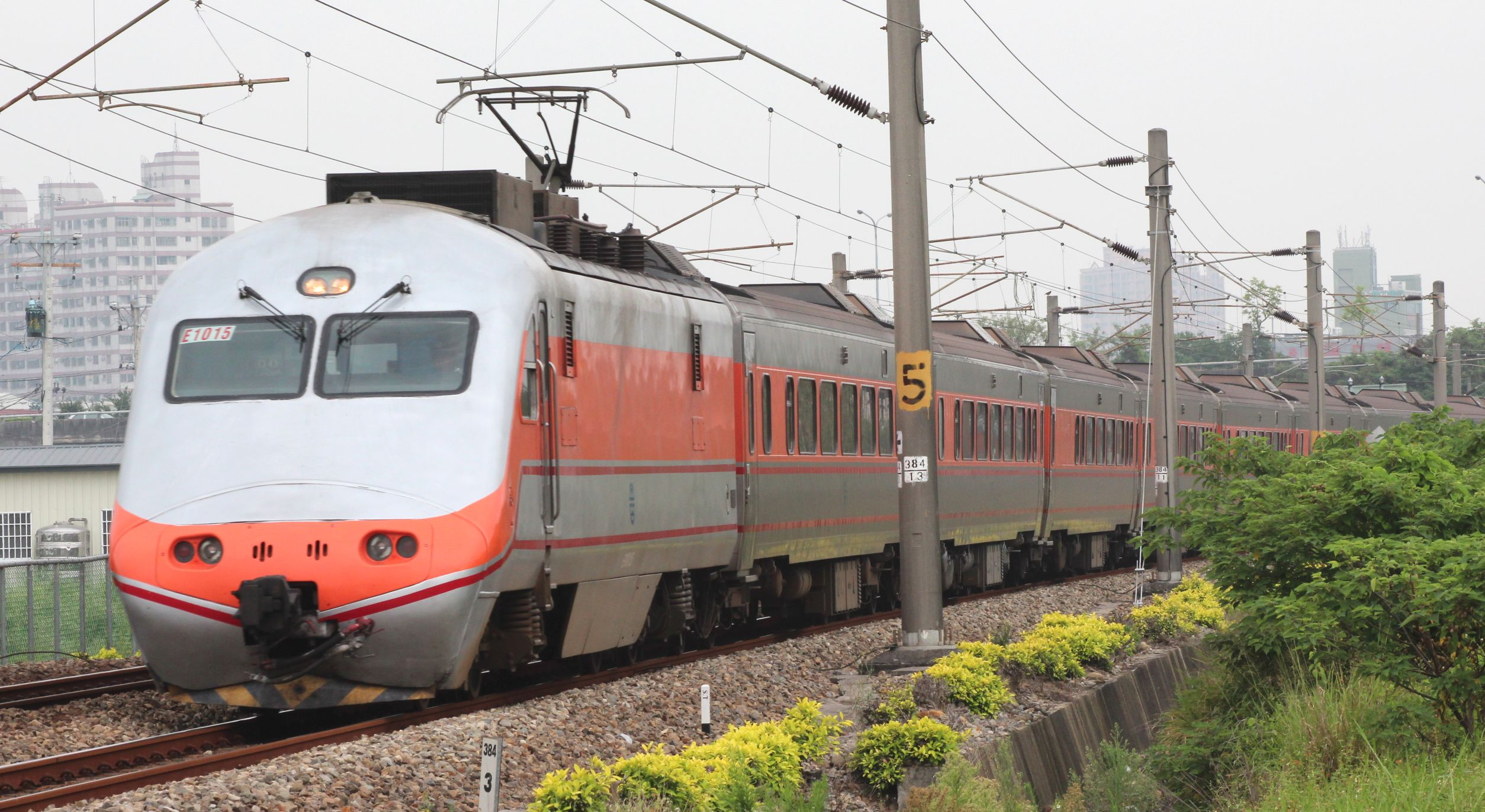
PP自強号（台湾）
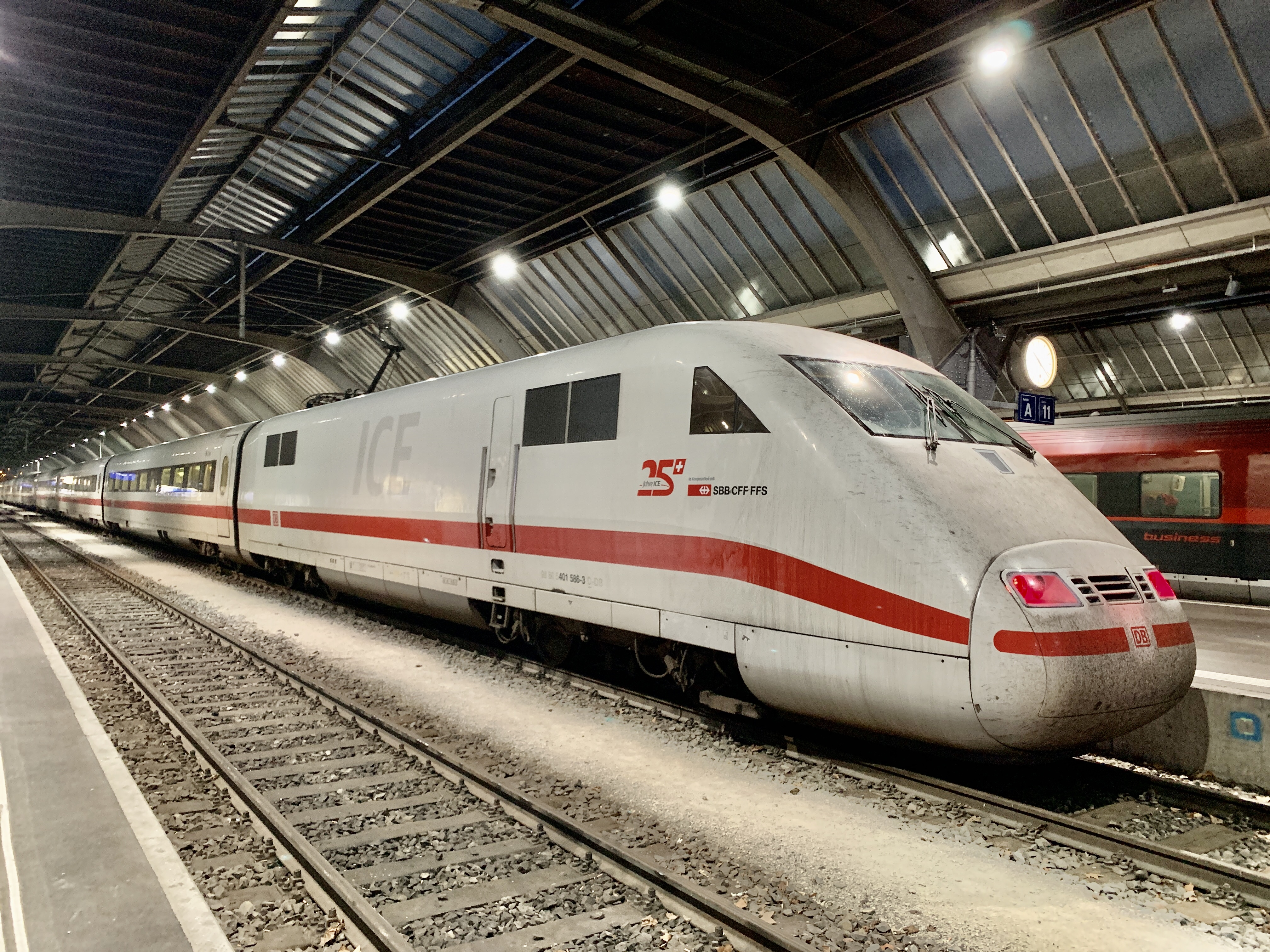
ICE
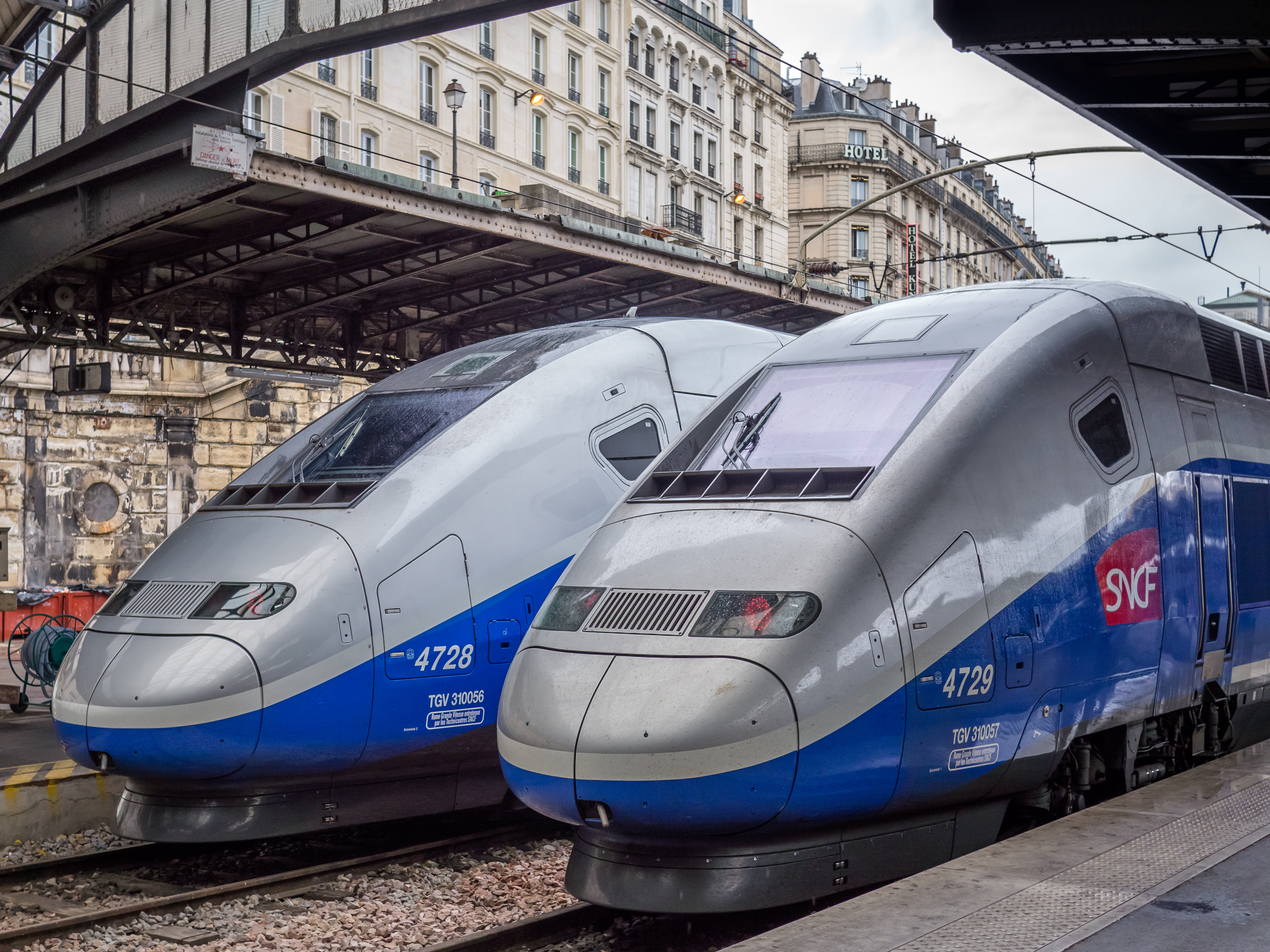
TGV
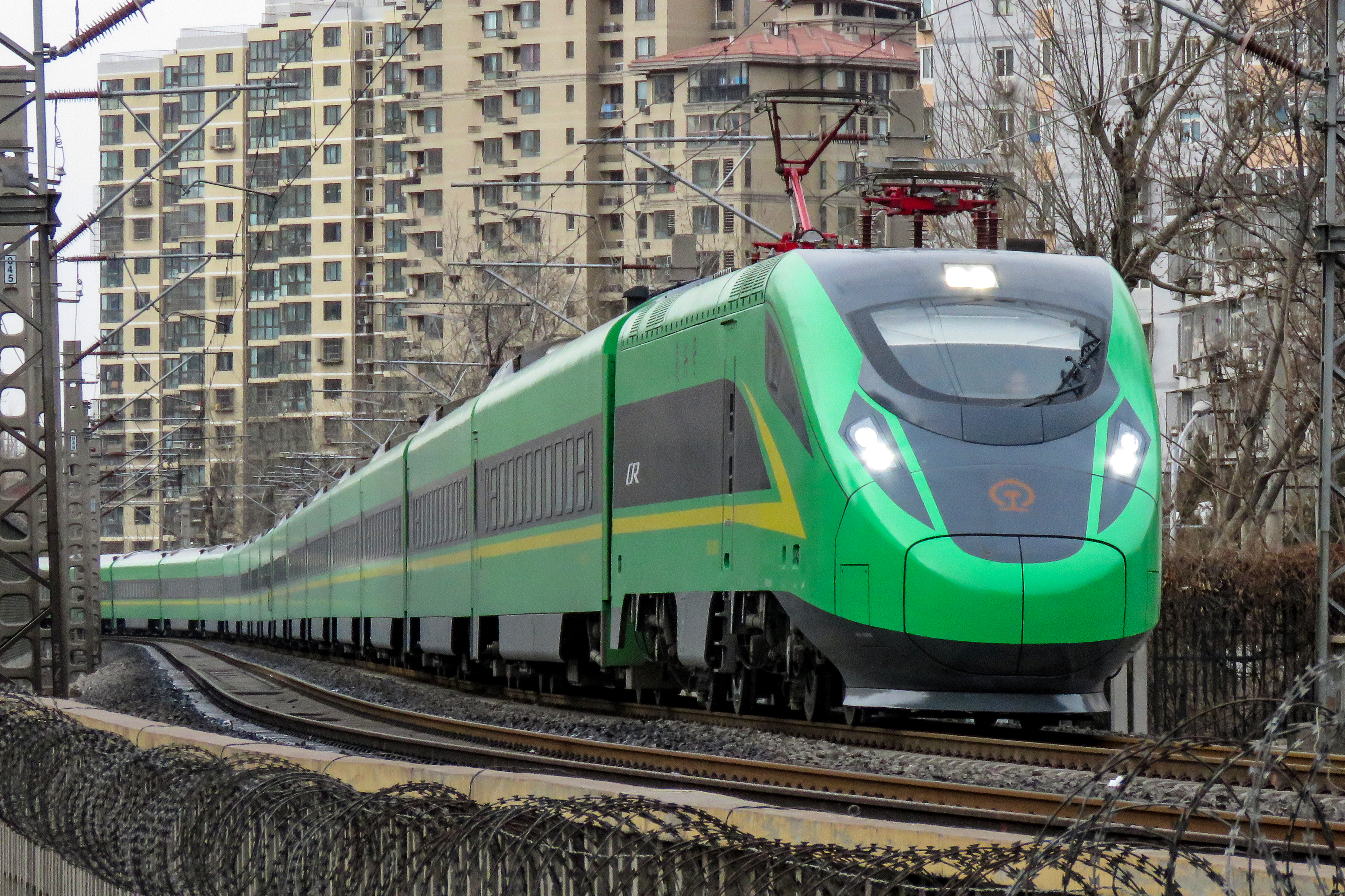
中国国鉄CR200J型電車

#### アメリカ合衆国
アメリカ合衆国では、通勤鉄道のNJトランジット、バージニア急行鉄道、メトラ、ニューメキシコ・レイルランナー・エキスプレス、カルトレイン、メトロリンク、コースター等の複数の鉄道会社で機関車・制御客車（ギャラリーカー、ボンバルディア・バイレベル・コーチなど）によるプッシュプル列車が運行されている。これは1950年代末にシカゴ・ノースウェスタン鉄道（現・メトラ）で通勤列車の合理化の一環として導入されたもので、当初は脱線を心配する向きもあったものの、結果的には杞憂に終わり、各地の通勤鉄道に広まったものである。
また、アムトラックでは高速列車のアセラ・エクスプレス、および都市間列車のパシフィック・サーフライナー、アムトラック・カスケーズ、キーストーン・サービス等で採用している。特にキーストーン・サービスでは110 mph (180 km/h)という高速で運転されている。

#### イギリス
イギリスでは、グレート・ウェスタン鉄道で1904年から1964年まで運転されていたオートコーチ（英語版）が、両端の制御客車で蒸気機関車を挟む形をとっていた。運転台に運転士、機関車に機関助手が乗り、運転台から客室床下を通って機関車までつながる長いロッドと、連結部の屈曲に対応したリンク機構で機関車の加減弁を操作する、機械的な遠隔操作方法がとられていた。乗務員同士の連絡には電鈴による合図を用いていた。
現代では、高速列車のインターシティー125で両端に客室のないディーゼル機関車を置いた方式を採用している。また、インターシティー225ではそれぞれの端に電気機関車と無動力の制御荷物車を配している。

#### オーストリア
オーストリアでは、都市近郊列車や地域輸送列車のほか、都市間列車のレイルジェットで採用されている。

#### カナダ
カナダでは、アメリカ合衆国と同様に通勤鉄道での採用例があり、トロントのGOトランジット、モントリオールのモントリオール大都市圏交通局、バンクーバーのウエストコーストエクスプレスで見られる。

#### スウェーデン
スウェーデンでは、高速列車のSJ2000でそれぞれの端に電気機関車と無動力の制御荷物車を配したX2を使用している。

#### スペイン
スペインでは、高速鉄道のAVEでプッシュプル列車が使用されている。

#### スロバキア
国鉄系旅客列車運行事業者の鉄道企業体スロバキア (ZSSK) が2011年、チェコ・シュコダ・トランスポーテーション製の381形交直流電気機関車と、381形または263形交流電気機関車によるプッシュプル運転用2階建て客車の同社製951系電車（951形二等制御客車および051形二等付随客車。3電源方式に対応しており、ZSSKでは電気車に分類）を導入し、ブラチスラヴァ中央駅を中心とした近郊列車で運用中。

#### ドイツ
ドイツでは、地域列車、Sバーン、都市間列車（インターシティー）で主に見られる。また、高速鉄道のICEではICE 1とICE 2でプッシュプル方式が採用されたが、それ以外の旅客列車では動力分散方式が採用されている。

#### 台湾
中華民国（台湾）では、台湾鉄路管理局が自強号の車輛としてE1000型電車を運行している。両端が客室のない動力車によるプッシュプル方式であることから、自強号で使用される他の型式と区別する際に英語の短縮形を接頭語にした「PP自強号」、またはその意訳で「推拉式自強号」と呼ばれることが多い。

#### 中国
中華人民共和国では、2000年代にDJJ1とDJJ2が開発されたものの、数編成の試験的な導入に留まった。その後、中国鉄路高速 (CRH) では動力分散方式の列車が使用されていたが、復興号で2017年からCR200Jが導入されている。

#### フランス
フランスでは、TGVが開業以来一貫してプッシュプル列車を使用しており、隣接国への直通列車であるユーロスターやタリスも同様である。
一般列車では、他のヨーロッパ各国同様、通勤列車（RER）・近郊列車（TER）・特急列車（インターシティー）で片側に制御客車を連結したプッシュプル方式の列車が見られる。

#### スイス
スイスでは、ドイツやオーストリアと同様、通勤列車（Sバーン）・近郊列車・インターシティーなど幅広い列車でプッシュプル方式が採用されている。また、スイスにおいては、ドイツ語のヴェンデツークではなく、ペンデルツーク（Pendelzug、振り子のように往復する列車）という用語が用いられている。
特殊な例としては、パノラミック急行のゴールデン・パスにおいて、軌間の異なるモントルー～ツヴァイジンメン間のMOBとツヴァイジンメン～インターラーケン東間のBLSで直通運転に対応するためにプッシュプル列車を使用している。軌間変更前は機関車による牽引、その後機関車を付け替えて軌間変更した後は客車を兼ねた制御車による推進運転という形式となる。